# Inge Sargent
Inge Sargent (nacida Inge Eberhard; 23 de febrero de 1932 - 5 de febrero de 2023) también conocida como Sao Nang Thu Sandi (birmano: စဝ်သုစန္ဒီ), fue una autora y activista de derechos humanos austriaca-estadounidense que fue la última Mahadevi de Hsipaw desde 1957 hasta 1962.

## Biografía

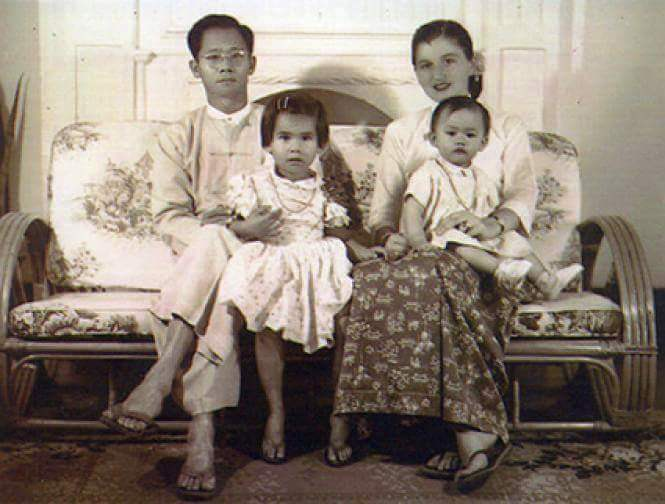
Sao Kya Seng e Inge Eberhard (Sao Nang Thu Sandi) con sus dos hijas, c.  1955

Eberhard nació el 23 de febrero de 1932 en Bad Sankt Leonhard (Austria). Cuando tenía seis años, los nazis anexaron su tierra natal y su madre fue arrestada por ellos en tres ocasiones.
Después de la Segunda Guerra Mundial, Eberhard decidió estudiar en los Estados Unidos. En 1951, recibió una de las primeras becas Fulbright de Austria y se matriculó en el Colorado Women's College.

## Reina consorte

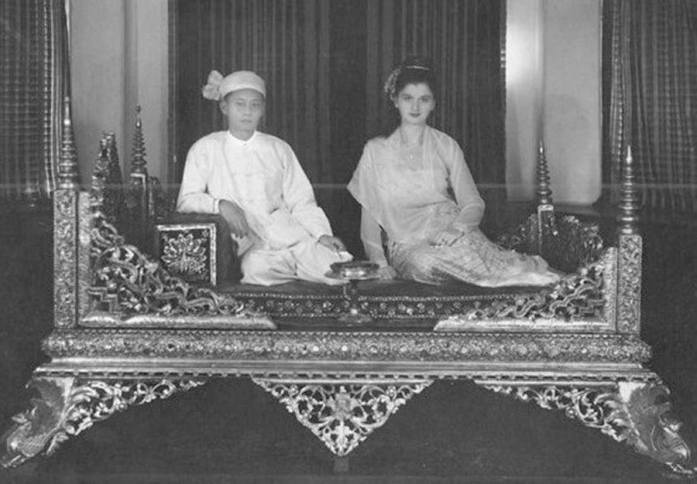
Sao Kya Seng y Mahadevi Sao Nang Thu Sandi, c. 1957.

En una fiesta para estudiantes internacionales, Eberhard conoció a Sao Kya Seng, un estudiante de ingeniería de Birmania que asistía a la Escuela de Minas de Colorado. La pareja se casó el 7 de marzo de 1953 en casa de un amigo en Colorado. Después de su graduación, la pareja se mudó a Birmania. Cientos de personas se habían reunido en el puerto de Rangún para recibir a la pareja. Fue entonces cuando su esposo reveló que él era el príncipe de Hsipaw y que ella era la mahadevi (consorte).
Aprendió a hablar shan y birmano y trabajó para mejorar la vida en Hsipaw. Se involucró en proyectos caritativos como el establecimiento de clínicas de maternidad, enseñar a los aldeanos a mejorar la nutrición y comenzar una escuela trilingüe. Después de nueve años como gobernantes de Hsipaw, la pareja tuvo dos hijas, Sao Mayari y Sao Kennari. Los esfuerzos altruistas de la pareja los convirtieron rápidamente en dos de los gobernantes más queridos del sudeste asiático.
En 1962, el ejército birmano dio un golpe de Estado bajo el liderazgo del general Ne Win. Sao Kya Seng fue arrestado y encarcelada, e Inge y sus dos hijas fueron puestas bajo arresto domiciliario durante dos años bajo sospecha de que ella era una espía de la CIA. Durante estos años, trabajó incansablemente para descubrir qué le sucedió a su esposo, y finalmente se enteró de que lo habían asesinado en prisión. Huyó con sus hijas a Austria con la ayuda de un funcionario de la embajada de Austria.